# قطعنامه ۲۶۰ شورای امنیت
قطعنامه ۲۶۰ شورای امنیت سازمان ملل متحد که در تاریخ ۰۶ نوامبر ۱۹۶۸ تصویب شد، سندی بین‌المللی دربارهٔ پذیرش اعضای جدید سازمان ملل متحد: گینه استوایی است. این قطعنامه طی نشست ۱۴۵۸ام
با ۱۵ موافق،۰ مخالف و۰ ممتنع تصویب شد.